# Croton megistocarpus
Croton megistocarpus là một loài thực vật có hoa trong họ Đại kích. Loài này được J.A.González & Poveda mô tả khoa học đầu tiên năm 2003.